# Platybdella olriki
Platybdella olriki is een ringworm uit de familie van de Piscicolidae. De wetenschappelijke naam van de soort is voor het eerst geldig gepubliceerd in 1853 door Malm.